# Heroes (пісня Монса Сельмерлева)
«Heroes» (укр. Герої) — пісня шведського співака Монса Сельмерлева з альбому «Perfectly Damaged», з якою він представив Швецію на Пісенному конкурсі Євробачення 2015, що проходив у Відні, Австрія, де одержав перемогу.

## Історія написання
Монс Сельмерлев казав: «Пісня говорить про те, що ми всі можемо бути героями, і зробити щось, спрямоване на покращення нашого світу. Ми не повинні слухати тих, хто виступає проти, ми повинні подавати приклад своєю поведінкою своїм дітям. Один із режисерів нашого номера Фредрік Рюдман, заснував його на справжній історії мого життя. Коли мені було 11-12 років, у мене були великі складності в пошуку друзів, і в шоу показано, як самотня дитина намагається пристосуватися, і врешті-решт йому вдається повернути своїх друзів, як це і сталося зі мною».
Пісня присвячена дітям, які були жертвами цькування у шкільні роки та не могли постояти за себе.
Монс теж страждав від приниження однолітків, але йому пощастило з другом, який його захищав.